# ابراهیم آئودو
ابراهیم آئودو (انگلیسی: Ibrahim Aoudou؛ زادهٔ ۲۳ اوت ۱۹۵۵) بازیکن فوتبال اهل کامرون بود.
از باشگاه‌هایی که در آن بازی کرده‌است می‌توان به باشگاه فوتبال کن اشاره کرد.
وی همچنین در تیم ملی فوتبال کامرون بازی کرده‌است.